# Pierwszy rząd Vojislava Koštunicy
Pierwszy rząd Vojislava Koštunicy – rząd Republiki Serbii urzędujący od 3 marca 2004 do 15 maja 2007.
Gabinet powstał po przedterminowych wyborach parlamentarnych w 2003, wygranych przez Serbską Partię Radykalną. SRS pozostała jednak w opozycji. Urząd premiera objął Vojislav Koštunica z Demokratycznej Partii Serbii, były prezydent Federalnej Republiki Jugosławii, a koalicyjny rząd nieformalnie w parlamencie wspierała Socjalistyczna Partia Serbii. W trakcie jego urzędowania 5 czerwca 2006 doszło do proklamowaniu niepodległości przez Czarnogórę, co doprowadziło do faktycznej likwidacji państwa Serbia i Czarnogóra. W konsekwencji w składzie serbskiej rady ministrów utworzono resorty spraw zagranicznych i obrony, funkcjonujące dotąd na poziomie federalnym. Również w 2006 z koalicji wystąpiła G17 Plus. W rezultacie w 2007 doszło do przedterminowych wyborów parlamentarnych.
Pierwszy rząd Vojislava Koštunicy tworzyły: Demokratyczna Partia Serbii (DSS), G17 Plus (G17+), Nowa Serbia (NS), Serbski Ruch Odnowy (SPO) i Partii Socjaldemokratycznej (SDP).

## Skład rządu
- premier: Vojislav Koštunica (DSS)
- wicepremier: Miroljub Labus (G17+, do 2006)
- wicepremier: Ivana Dulić-Marković (G17+, w 2006)
- minister spraw zagranicznych: Vuk Drašković (SPO, od 2006)
- minister spraw wewnętrznych: Dragan Jočić (DSS)
- minister obrony: Zoran Stanković (od 2006)
- minister sprawiedliwości: Zoran Stojković (DSS)
- minister finansów: Mlađan Dinkić (G17+, do 2006), Vesna Arsić (G17+, w 2006, p.o.), Milan Parivodić (DSS, od 2006, p.o.)
- minister rolnictwa, leśnictwa i gospodarki wodnej: Ivana Dulić-Marković (G17+, do 2006), Goran Živkov (G17+, w 2006, p.o.), Danilo Golubović (DSS, w 2006, p.o.), Predrag Bubalo (DSS, od 2006, p.o.)
- minister handlu, turystyki i służb publicznych: Bojan Dimitrijević (SPO)
- minister gospodarki: Dragan Maršićanin (DSS, w 2004), Predrag Bubalo (DSS, od 2004)
- minister międzynarodowych spraw gospodarczych: Predrag Bubalo (DSS, w 2004), Milan Parivodić (DSS, od 2004)
- minister transportu: Velimir Ilić (NS)
- minister energii i górnictwa: Radomir Naumov (DSS)
- minister pracy, zatrudnienia i spraw społecznych: Slobodan Lalović (SDP)
- minister zdrowia: Tomica Milosavljević (G17+. do 2006), Nevena Karanović (G17+, w 2006, p.o.), Slobodan Lalović (SDP, od 2006, p.o.)
- minister edukacji i sportu: Ljiljana Čolić (DSS, w 2004), Slobodan Vuksanović (DSS, od 2004)
- minister nauki i technologii: Aleksandar Popović (DSS)
- minister kultury: Dragan Kojadinović (SPO)
- minister ds. diaspory: Vojislav Vukčević (SPO)
- minister ds. religijnych: Milan Radulović (DSS)
- minister ds. administracji publicznej i samorządowej: Zoran Lončar (DSS)